# Nácia Gomes
Maria Inácia Gomes Correia, kurz Nácia Gomes, auch bekannt als Nha Nácia Gomes oder Nácia Gomi (* 18. Juli 1925 in Ribeira de Principal auf Santiago, Portugiesisch-Kap Verde; † 4. Februar 2011 in Praia, Kap Verde) war eine kapverdische traditionelle Sängerin des Batuku bzw. Finason.

## Leben

### Jugend
Nácia Gomes wurde am 18. Juli 1925 als eines von zwölf Geschwistern im Dorf Ribeira de Principal auf der kapverdischen Insel Santiago geboren. Die gesamte Familie wurde streng katholisch erzogen. Gomes erhielt nie eine formale Ausbildung und lernte somit auch nicht Schreiben oder Lesen.

### Gomes als Finadera
Im Alter zwischen zehn und zwölf Jahren (nach anderen Quellen im Alter von 15) begann Gomes im privaten Kreis an Batuku-Darbietungen mitzuwirken. Beim Batuku handelt es sich um eine mündliche Tradition aus Santiago, die Musik, Tanz und Dichtung kombiniert und Elemente aus anderen afrikanischen Traditionen aufweist. Einst wurden Batuku-Lieder als Gesangsduell vorgetragen. Die Finason gilt als ein Subgenre des Batuku und besteht aus einem gesungenen Monolog mit starken Botschaften sozialer, religiöser oder gar politischer Art, bei dem nicht getanzt wird. Die Sängerinnen des Finason – vor allem Frauen, genannt „Finaderas“ – improvisieren solistisch singend Verse über bekannte historische Ereignisse, über aktuelle lokale Geschehnisse oder thematisieren zwischenmenschliche Beziehungen und treten damit bei Gelegenheiten aller Art auf den kapverdischen Inseln auf.
Im Alter von siebzehn Jahren begann Gomes in ihrem Heimatort Tarrafal auf der Insel Santiago als Sängerin aufzutreten. Die Darbietungen fanden meist bei informellen, privaten Familienfesten wie Hochzeiten und Taufen statt, später auch im Rahmen von regionalen Musikfesten, Gemeindefeiern und touristischen Veranstaltungen. Elisa Tavares beschreibt Gomes’ öffentliches Gesangsdebüt in ihrer Dissertation Authentizität und Identität: Tradition und Wandel im kreolischen Batuku Kap Verdes:
„Bei einer Hochzeit habe sie als junges Mädchen die Gelegenheit beim Schopfe gefasst, als die leitende Kantadera sich vom Teruru [dem Gesangsort, A.d.A.] entfernte, um zu Abend zu essen. Später habe die zurückgekehrte Kantadera sie in ihre Schranken zurückgewiesen. […] Die damals 17-Jährige nahm die Herausforderung an und antwortete selbstbewusst, dass der Teruru weder ihr noch jemand anderem gehöre und erntete die Bewunderung und den Respekt der älteren Kantadera. […] Der Streit zwischen der etablierten Sängerin und der jungen Anwärterin wurde singend ausgetragen. Da Nácia Gomi sich als Batuku-Sängerin bewährte, bestätigte Txéka Olibera (die ältere Kantadera) Gomis Können öffentlich, ebenfalls singend.“
Gomes’ Finason thematisierte besonders stark die sozialen und wirtschaftlichen Bedingungen ihrer Umgebung und das Aufwachsen in den bescheidenen Umständen der Insel Santiago. Auch thematisierte sie damit die Umstände, die – vor der Unabhängigkeit – von der portugiesischen Kolonialverwaltung und – nach der Unabhängigkeit – von der Nationalregierung ignoriert wurden. Viele ihrer Lieder hatten auch eine stark religiöse Färbung, bedingt durch Gomes’ Erziehung. Mit ihren Gesangskünsten galt Gomes als „informelle mündliche Historikerin“, die Wissen und Traditionen ihrer Gemeinschaft singend weitergab. Insgesamt gewann Gomes auf den Kapverden viel Anerkennung und wurde als „Königin des Finason“ gefeiert.
Sie diente auch jüngeren Künstlerinnen und Künstlern wie Tcheka und Vadú als Inspiration und Mentorin. 1985 schrieb der kapverdische Wissenschaftler Tomé Varela da Silva sein Werk Finasons di Nha Nasia Gomes über die Sängerin und hielt auch zahlreiche ihrer Gesänge schriftlich fest.

### Internationale Bekanntheit
Internationale Bekanntheit erlangte Gomes erst im Zuge der Verbreitung von CDs in den 1990er Jahren. Gomes begann auf internationalen Veranstaltungen wie der Expo in Sevilla (1992), dem Smithsonian Folklife Festival (1995) und der Expo 1998 in Lissabon aufzutreten. Sie nahm insgesamt drei CD-Alben auf, unter anderem auch mit dem berühmten kapverdischen Batuku-Sänger Nho Ntóni Denti d’Oru. Noch zu Lebzeiten wurden Gomes zahlreiche Ehrungen zuteil, die kapverdischen Fluggesellschaft TACV taufte eines ihrer Flugzeuge nach Gomes, und sie selbst erhielt einen Diplomatenstatus vom kapverdischen Staat.

### Tod
Gomes war verheiratet mit Paulino Correia de Oliveira, einem aus Portugal zurückgekehrten Vertragsarbeiter. Das Paar hatte vier Kinder. Gomes lebte bis zu ihrem Lebensende auf der Insel Santiago, auf der sie geboren war. Nácia Gomes starb am 4. Februar 2011 im Alter von 85 Jahren im Agostinho-Neto-Krankenhaus von Praia. Die kapverdische Regierung ordnete anlässlich ihres Todes Staatstrauer an.

## Werke
- Cu Sê Mocinhos (CD), 1999 oder 2000
- zusammen mit Nho Ntóni Denti d’Oru: Finkadu na Raiz (CD), 2007